# Methia subarmata
Methia subarmata är en skalbaggsart som beskrevs av Linsley 1942. Methia subarmata ingår i släktet Methia och familjen långhorningar. Inga underarter finns listade i Catalogue of Life.